# Cosina distivena
Cosina distivena is een insect uit de familie van de mierenleeuwen (Myrmeleontidae), die tot de orde netvleugeligen (Neuroptera) behoort. 
Cosina distivena is voor het eerst wetenschappelijk beschreven door New in 1985.